# Устименко Олександр Анатолійович
Олекса́ндр Анато́лійович Усти́менко (10 липня 1983 — 29 серпня 2014) — старший лейтенант (посмертно) 72-ї окремої механізованої бригади Збройних сил України, учасник російсько-української війни.

## Короткий життєпис
Народився 1983 року в селі Гаврилівка (Вишгородський район, Київська область).
Закінчив Гаврилівську ЗОШ. Проживав у селі Литвинівка. Здобув освіту та працював зоотехніком. Створив родину; виховували дітей.
Призваний за мобілізацією, командир механізованого взводу 7-ї роти 3-го батальйону 72-ї окремої механізованої бригади.
Загинув від кулі снайпера поблизу міста Волноваха.
Залишилися дружина та дві доньки — 2007 та 2011 р.н.
Похований у Гаврилівці.

## Нагороди та вшанування
За особисту мужність і героїзм, виявлені у захисті державного суверенітету та територіальної цілісності України, вірність військовій присязі під час російсько-української війни, відзначений — нагороджений
- 14 березня 2015 року — орденом Богдана Хмельницького III ступеня (посмертно)[1]
- 10 вересня 2020 року рішенням Вишгородської міської ради № 67/3 присвоєно звання «Почесний громадянин міста Вишгород» (посмертно).[2]
- Почесний громадянин Бучі (посмертно)[3]
- Його портрет розміщений на меморіалі «Стіна пам'яті полеглих за Україну» у Києві: секція 3, ряд 4, місце 36
- Вшановується 29 серпня на щоденному ранковому церемоніалі вшанування українських захисників, які загинули цього дня в різні роки внаслідок російської збройної агресії[4]